# 麻尼寺沟乡
麻尼寺沟乡，是中华人民共和国甘肃省临夏回族自治州临夏县下辖的一个乡镇级行政单位。

## 行政区划
麻尼寺沟乡下辖以下地区：
寺坡村、赵家村、唐尕村、马角岭村、麻尼寺沟村、大坪村、卧龙村、三台村、关滩村、韩家门村、中路村、郭东山村、寺庄村和扎麻村。